# Freakazoid!
Freakazoid!（フリーカゾイド!）は、アメリカ合衆国のテレビアニメ、およびスーパーヒーローである。アメリカでは1995年から1997年までThe WB（KidsWB）で放送されるも人気不振により打ち切りとなったが、後にカートゥーンネットワークで再放送された際にカルトヒットしたという。

## ストーリー
ワシントンDCのスーパーヒーロー「フリーカゾイド」は、コメディと笑いが溢れる正義の味方。パソコンオタクのデクスターがネットをしているとき、謎の次元空間に吸い込まれ、フリーカゾイドに変身する。街には間抜けな悪い奴らが一杯で大ピンチ！果たして、フリーカは平和を守ることができるのか？

## 主な登場人物
フリーカゾイド/デクスター・ダグラス
声 - ポール・ラグ（変身時）、デビッド・カウフマン
ハリーコニック高校に通うパソコンオタクの少年、フリーカゾイドに変身する時は「フリークアウト！」、デクスターに戻るときは「フリークイン！」と言う。

### デクスターの家族
ダンカン
声 - グーギー・グレス
デクスターの兄だが、いじめっ子。
デビー
声 - トレス・マクニール
デクスターのママ
ダグラス
声 - ジョン・P・マッキャン
デクスターのパパ
チャビキンス
声 - フランク・ウェルカー
病的肥満な猫だが、デクスターをフリーカゾイドに変えてくれた。

### フリーカゾイドの味方
マイク・コスグローブ
声 - エドワード・アズナー
金好きの警察署長。フリーカゾイドを捕まえるのが仕事（アニマニアックスではヤッコ、ワッコ、ドットを捕まえたことがある）。
ロディー・マックストゥー
声 - クレイグ・ファーガソン
ステッフ
声 - トレーシー・ロー
ハン
声 - ラリー・セダー
ヘイニー教授
声 - エド・ギルバート
ジョーンズ教授
声 - ジョナサン・ハリス
ジョー・レイフィー
声 - ジョー・レイフィー

### 宿敵
ローブ
声 - デビッド・ワーナー
コブラ・クイーン
声 - トレス・マクニール
ケイブ・ガイ
声 - ジェフ・ベネット
ロングホーン
声 - モーリス・ラマーシュ
アーマンドゥ・グティエレス
声 - リカルド・モンタルバン
キャンドル・ジャック
声 - ジェフ・ベネット
ウェイロン・ジェッパーズ
声 - ジェフ・ベネット

### その他
ヤッコ・ワーナー
声 - ロブ・ポールセン
元々はアニマニアックスのキャラクター、「Next Time, Phone Ahead」、「Sewer or Later」に登場。
ワッコ・ワーナー
声 - ジェス・ハーネル
元々はアニマニアックスのキャラクター、「Next Time, Phone Ahead」、「Sewer or Later」、「The Freakazoid」に登場。
ドット・ワーナー
声 - トレス・マクニール
元々はアニマニアックスのキャラクター、「Next Time, Phone Ahead」に登場。
ブレイン
声 - モーリス・ラマーシュ
元々はピンキー&ブレインのキャラクター、「The Freakazoid」に登場。

## スタッフ
- 製作総指揮 - スティーヴン・スピルバーグ
- 総監督 - トム・ルーガー
- プロデューサー - ミッチ・シャウアー、リッチ・アロンス、ジョン・P・マッキャン、ポール・ラグ
- シリーズ構成 - ジョン・P・マッキャン、ポール・ラグ
- 音楽 - リチャード・ストーン、ゴードン・グッドウィン
- アニメーション制作・製作 - ワーナー・ブラザース・アニメーション、アンブリン・エンターテインメント

## 放送リスト
| 話 数 | タイトル | 放送日        |
| ----- | --- | ------------- |
| 1     | *Five Day Forecast *Dance of Doom *Handman                                                                                                   | 1995年 9月9日 |
| 2     | *Candle Jack *Doomsday Bet *The Lobe | 9月16日       |
| 3     | *Mo-Ron *The Sewer Rescue *The Big Question *The Legends Who Lunch                                                                           | 9月23日       |
| 4     | *And Fanboy Is His Name *Lawn Gnomes: Chapter IV – Fun in the Sun *Frenching with Freakazoid                                                 | 9月30日       |
| 5     | *In Stereo Where Available *Foamy the Freakadog *Office Visit *An Ode to Leonard Nimoy *Emergency Broadcast System *Conversational Norwegian | 10月7日       |
| 6     | The Chip(Part 1) | 11月4日       |
| 7     | *The Chip(Part 2) *Freakazoid Is History! | 11月11日      |
| 8     | *Hot Rods from Heck! *A Time for Evil *Freakmobile Toy Line                                                                                  | 11月18日      |
| 9     | *Relax-O-Vision (Terror on the Midway) *Fatman and Boy Blubber *Limbo Lock-Up *Terror Palace                                                 | 11月25日      |
| 10    | *In Arms Way *The Cloud | 12月16日      |
| 11    | *Next Time, Phone Ahead! *Nerdator | 1996年 2月3日 |
| 12    | *House of Freakazoid *Sewer or Later | 2月10日       |
| 13    | The Wrath of Guitierrez | 2月17日       |
| 14    | Dexter's Date | 9月7日        |
| 15    | The Freakazoid | 9月14日       |
| 16    | Mission: Freakazoid | 9月28日       |
| 17    | *Joe's Very Own Story *Virtual Freak | 11月2日       |
| 18    | Hero Boy | 11月9日       |
| 19    | A Matter of Love | 11月16日      |
| 20    | Statuesque | 11月29日      |
| 21    | Island of Dr. Mystico | 1997年 2月7日 |
| 22    | Two Against Freak | 2月14日       |
| 23    | *Freak-a-Panel *Tomb of Invisibo | 5月31日       |
| 24    | Normadeus | 6月1日        |

## クロスオーバー作品
ティーン・タイタンズGO!
シーズン6の第35話『フリーカゾイド』でティーン・タイタンズと初共演。吹き替え声優は白石兼斗だが、フリーカゾイドが日本語で聞けるのはこれが初。